# Université de Tallinn
L'université de Tallinn (TLU) (en estonien Tallinna Ülikool), est une université située à Tallinn la capitale de l'Estonie.

## Organisation

### Écoles
- École du cinéma, des médias, des arts et de la communication baltiques
- École des technologies numériques
- École des sciences de l'éducation
- École de la gouvernance, de la loi et de la société
- École des sciences humaines
- École des sciences naturelles et de la santé

### Collèges
- Collège de Haapsalu
- Collège de Rakvere

### Centres académiques
- Centre des technologies de l'éducation
- Centre pour l'innovation dans l'éducation
- Centre pour les paysages et la culture
- Centre d'excellence pour la promotion et la réhabilitation de la santé
- Institut estonien pour les études de population
- Institut pour les études sociales internationales
- Institut d'écologie
- Institut d'histoire, d'archéologie et d'histoire de l'art

### Centres d'excellence
- Centre d'excellence en Sciences du comportement
- Centre d'excellence en Innovation dans l'éducation
- Centre d'excellence en Études interculturelles
- Centre d'excellence en Études interdisciplinaires
- Centre d'excellence en Innovation des médias et culture numérique

## Campus
Le campus est accessible par le tramway de Tallinn. Il est à proximité du parc et du château de Kadriorg.
Les bâtiments principaux portent des noms latins:
| Nom          | Image | Adresse                        | Construction | Architecte                                                             | Réf.  |
| ------------ | ----- | ------------------------------ | ------------ | ---------------------------------------------------------------------- | ----- |
| Terra        |       | Narva mnt 25                   | 1938         | Alar Kotli et Erika Nõva                                               | [ 2 ] |
| Nova         |       | Narva mnt 27                   | 2012         | Karli Luik, Maarja Kask et Ralf Lõoke                                  | [ 2 ] |
| Mare         |       | Uus-Sadama 5                   | 2006         | Mattias Agabus, Eero Endjärv, Raul Järg, Priit Pent et Illimar Truverk | [ 2 ] |
| Astra        |       | Narva mnt 29                   | 2012         | Ignar Fjuk                                                             | [ 2 ] |
| Silva        |       |                                | 1982         | Ester Liiberg                                                          | [ 2 ] |
| Ursa         |       | Narva mnt 27                   | 1964         |                                                                        | [ 2 ] |
| Bibliothèque |       | Rävala pst 10/ Teatri väljak 5 |              |                                                                        | [ 2 ] |

## Personnalités liées à l'université

### Professeurs
- Paul E. Beaudoin (en), compositeur
- Karsten Brüggemann (de), historien
- Peeter Järvelaid (et), juriste
- Tiiu Kirsipuu – sculptrice
- Richard Lomax (en), psychologue scolaire
- Mihhail Lotman (et), sémioticien et homme politique
- Andres Luure (et), philosophe et traducteur
- Katrin Niglas (et), pédagogue
- Hannes Palang (et), géographe
- Michel Poulain (en), démographe
- Tõnis Rätsep (et), acteur, musicien
- Rein Raud (et), professeur de théorie culturelle et d'études japonaises
- Pia Tikka (fi), cinéaste et universitaire

### Docteurs honoris causa
- Valdas Adamkus – Président de la République de Lituanie
- Jacques Cortès – Professeur émérite, Université de Rouen
- Jaan Kaplinski – Poète
- Ülo Lumiste – Universitaire, Professeur émérite, Université de Tartu
- Pentti Malaska – Professeur émérite, École supérieure de commerce de Turku